# Speicherstadt
Speicherstadt (německy doslovně „město skladů“) je historický komplex skladovacích budov v hamburském přístavu. Speicherstadt byl vybudován mezi roky 1883 a 1927 jižně od centra města jako součást hamburské bezcelní zóny volného obchodu. Od roku 2015 je zapsán na seznam světového kulturního dědictví UNESCO společně s nedalekou městskou čtvrtí Kontorhausviertel.
Rozkládá se na ploše přibližně 26 hektarů (včetně vodních ploch), má protáhlý tvar dlouhý 1,5 km a široký 150 až 250 m a je protkán několika vodními kanály. Sklady z červených cihel v novogotickém stylu jsou postaveny na dřevěných pilotách. Přední část budov je z ulice, zatímco zadní průčelí navazuje na stěnu kanálu. Charakteristické štítové stěny bývají korunovány věžičkami. Současná využitelná plocha všech budov ve Speicherstadtu je přibližně 630 000 m². Budovy mají různé účely, některé jsou stále používány jako sklady, jiné jsou určeny pro muzejní nebo výstavní činnost.

## Historie
Hamburk byl v roce 1815 po Vídeňském kongresu začleněn do Německého spolku, nikoli však do Německého celního spolku. V roce 1871 vzniklo Německé císařství a v roce 1881 byla podepsána dohoda o zapojení Hamburku do celního spolku. V této dohodě byla sjednána výstavba skladišť, která by umožnila zařazení celého města do celní unie, avšak s výjimkou pro zachování bezcelního obchodu ve vymezeném, určeném prostoru na území Hamburku - Speicherstadtu. V této obchodní enklávě se tedy i nadále uplatňovalo tradiční privilegium hamburských obchodníků na dovoz zboží bez cel, jeho uskladnění a zpracování (především káva, čaj, koření a tabák).
První část skladišť Speicherstadtu byla zprovozněna v roce 1888, výstavba probíhala v letech 1883–1927. Za druhé světové války byla čtvrť těžce poškozena, ale posléze znovu vybudována – celkem 15 skladištních budov bylo doplněno dalšími šesti menšími pomocnými stavbami. Ve 20. až 40. letech vyrostla v sousedství čtvrť Kontorhausviertel.

## Fotogalerie

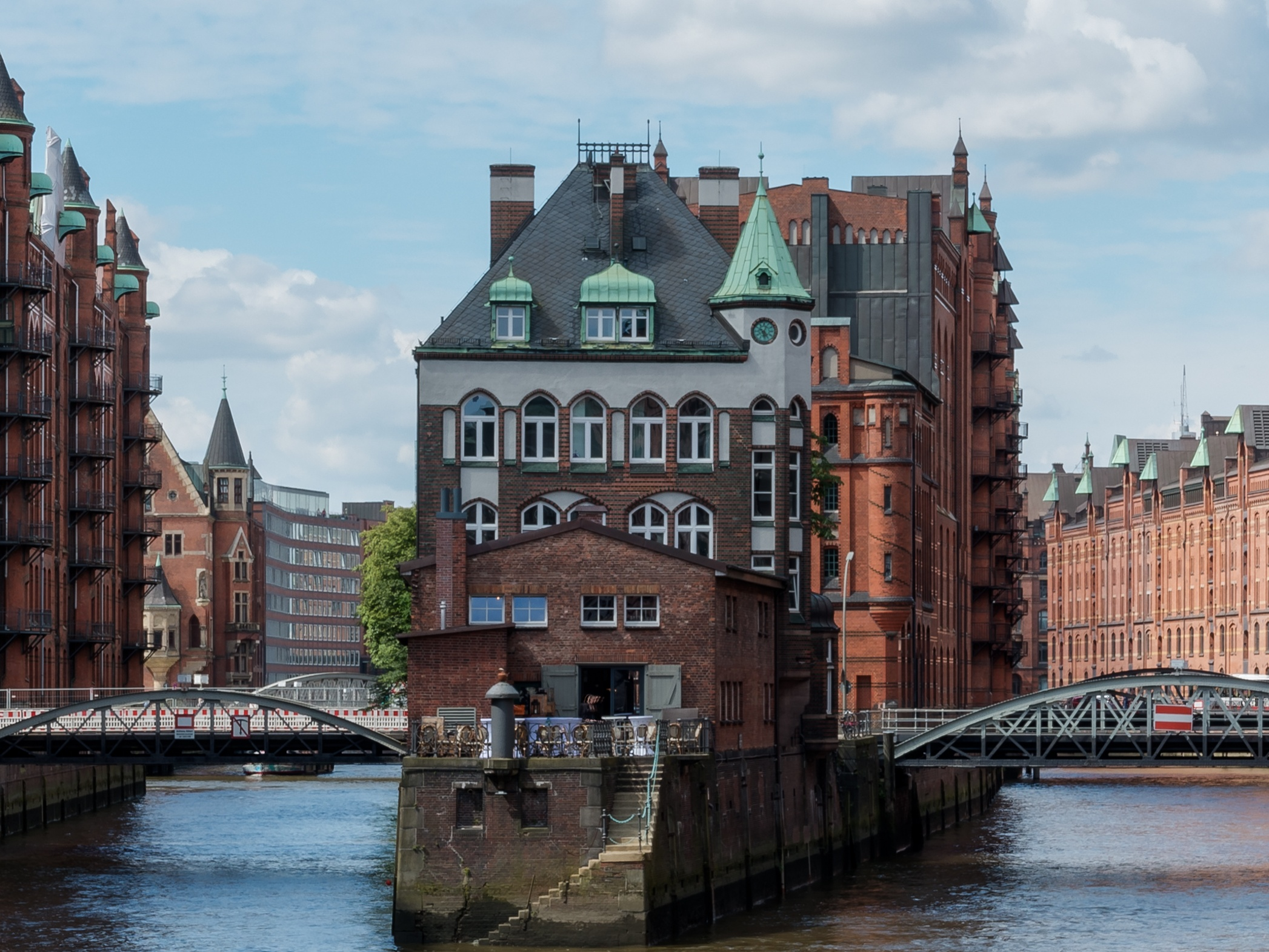
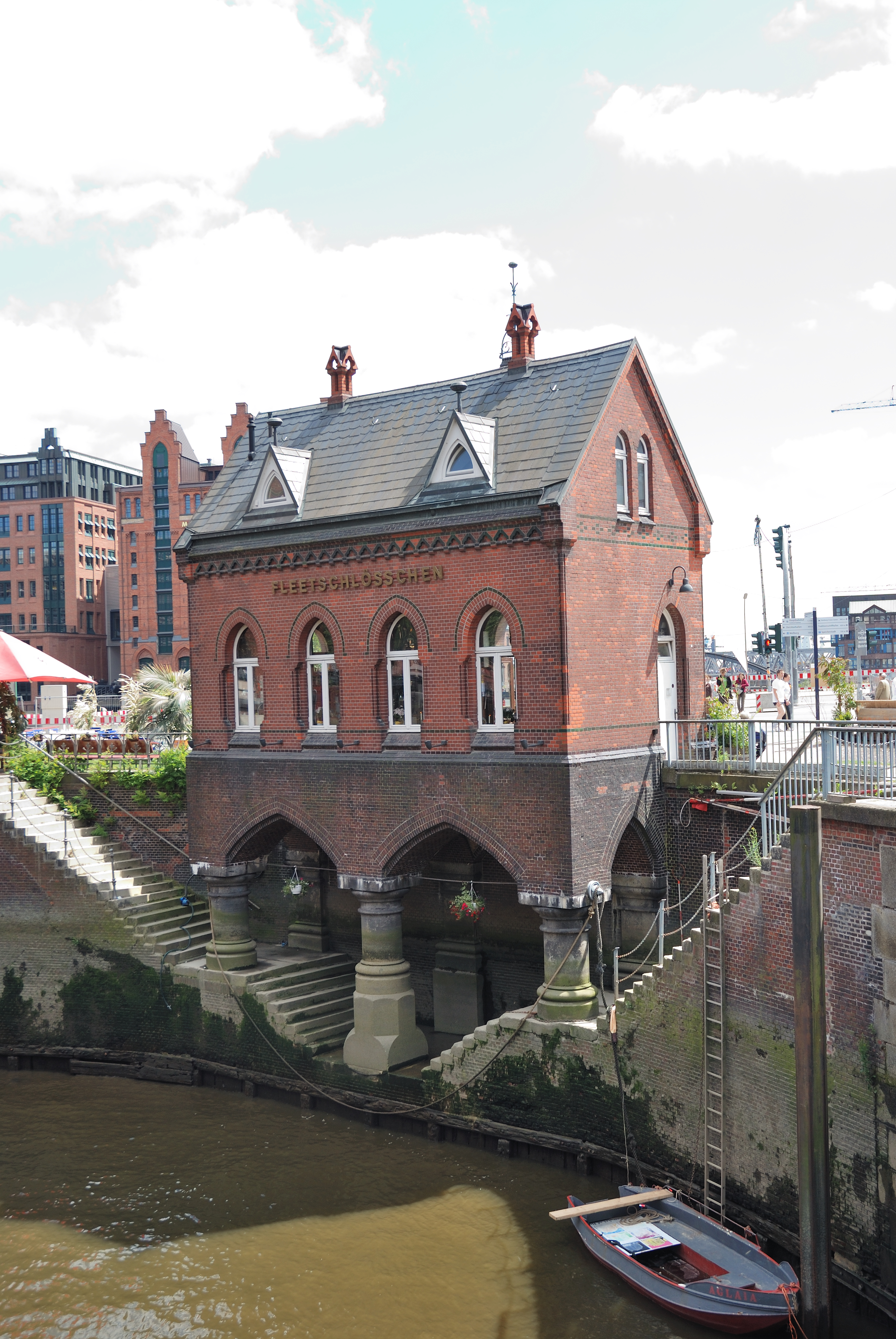
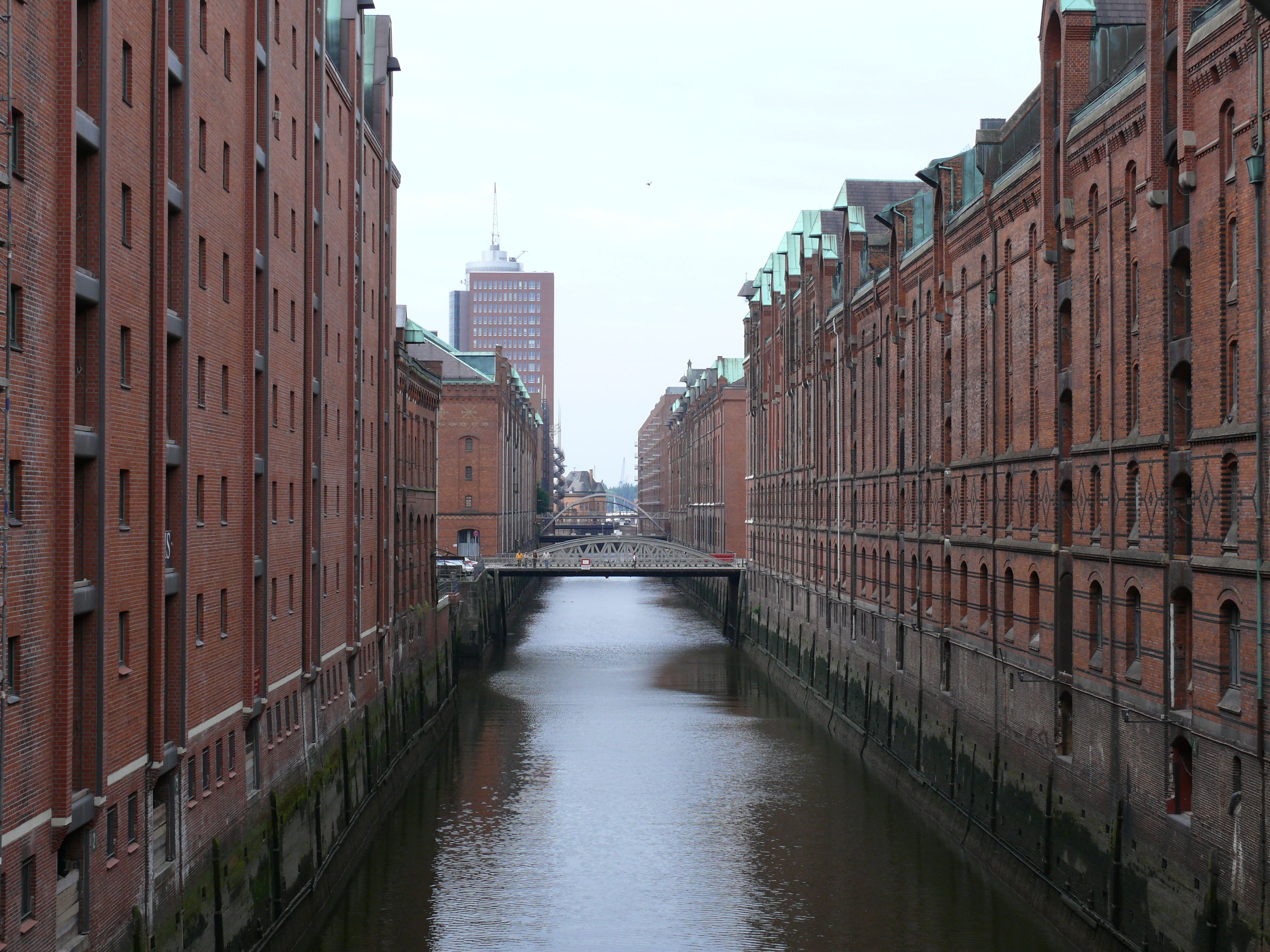
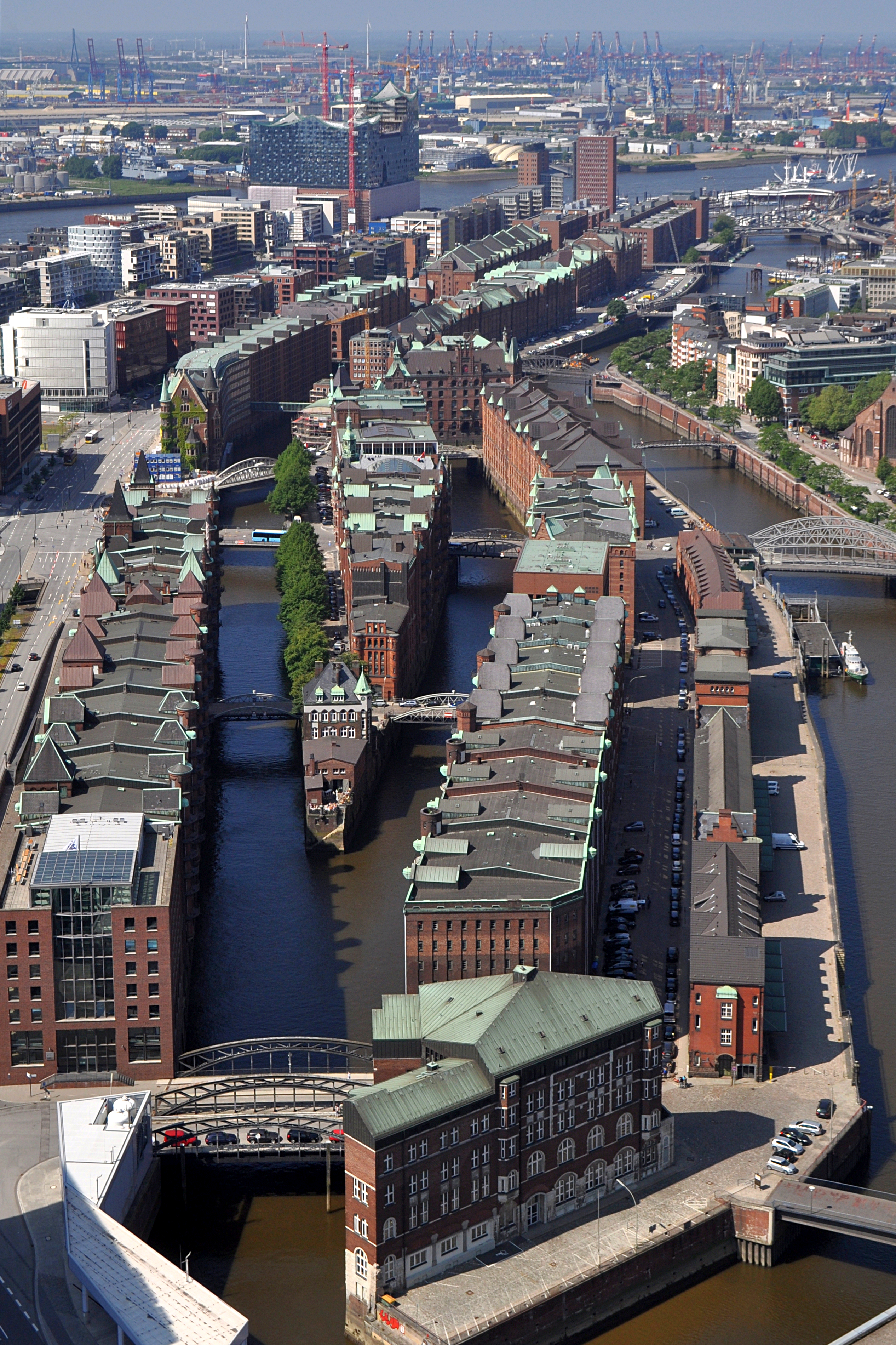
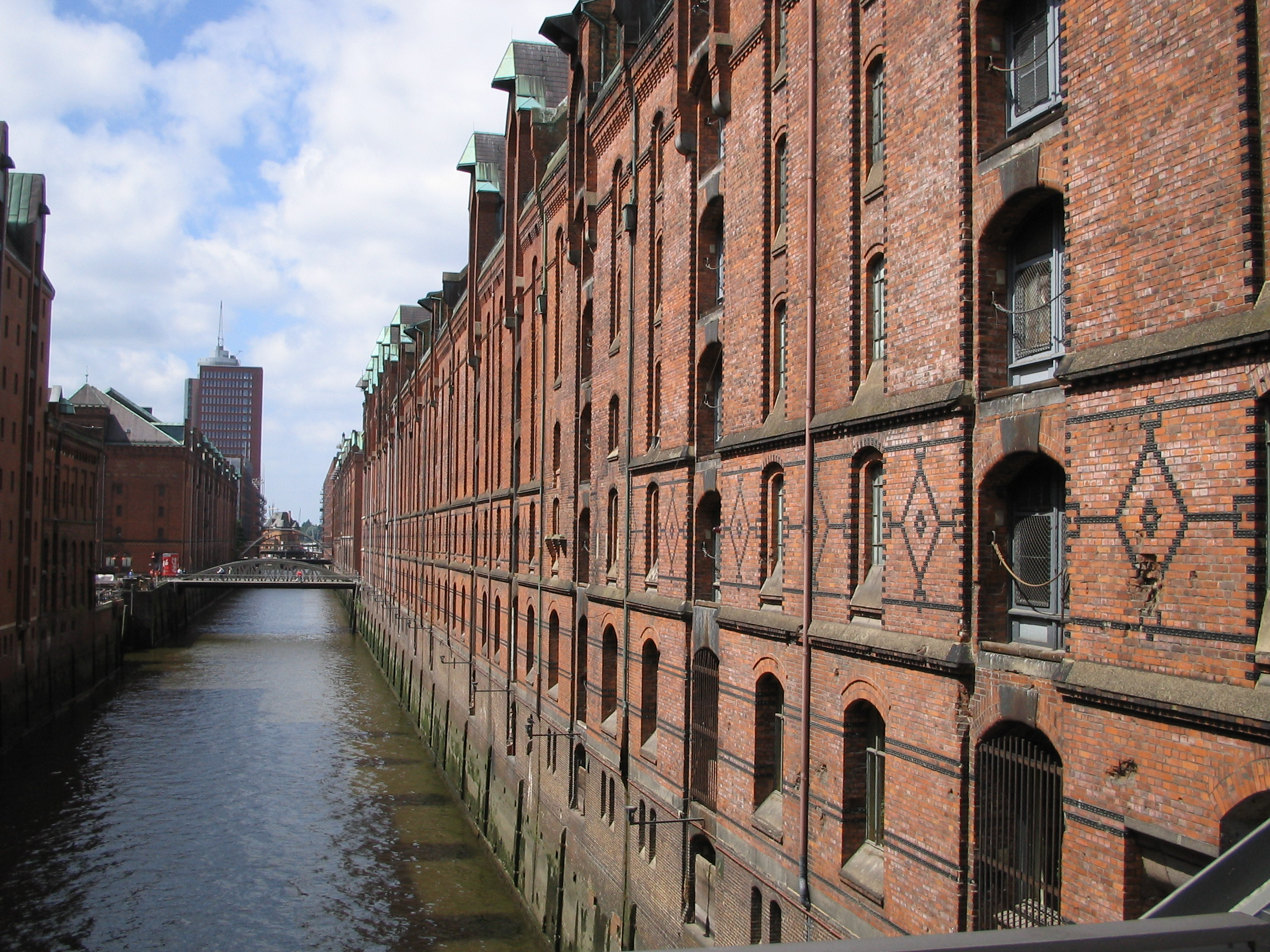